# Frédéric Chichin
Frédéric (Fred) Chichin (29 de abril de 1954 – 28 de novembro de 2007) foi um músico e compositor francês. 

## Biografia
Chichin nasceu em Clichy, França, e foi líder da banda Les Rita Mitsouko, juntamente com a vocalista Catherine Ringer, a quem conheceu e se apaixonou em 1979. A partir de então, sua parceria começou. Antes de trabalhar no Les Rita Mitsouko, Chichin participou ativamente das bandas de rock Fassbinder (com Jean Neplin), Taxi Girl (com Daniel Darc) e Gazoline (com Alain Kan).
O cantor faleceu em 28 de novembro de 2007, aos 53 anos, vítima de câncer, que havia descoberto dois meses antes de sua morte. Seu estado de saúde havia forçado o grupo a anular vários shows pré-agendados. Fred sofria também de hepatite C, mas essa doença não teve relação com sua morte.